# Саватієви
Сава́тієви (рос. Саватеевы) — присілок у складі Верхошижемського району Кіровської області, Росія. Входить до складу М'якішинського сільського поселення.
Населення становить 1 особа (2010).